# Подцерне
Подцерне (пол. Podciernie) — село в Польщі, у гміні Цеґлув Мінського повіту Мазовецького воєводства.
Населення — 298 осіб (2011).
У 1975-1998 роках село належало до Седлецького воєводства.

## Демографія
Демографічна структура станом на 31 березня 2011 року:
|          | Загалом | Допрацездатний вік | Працездатний вік | Постпрацездатний вік |
| -------- | ------- | ------------------ | ---------------- | -------------------- |
| Чоловіки | 146     | 36                 | 89               | 21                   |
| Жінки    | 152     | 30                 | 78               | 44                   |
| Разом    | 298     | 66                 | 167              | 65                   |